# كم جونغ هاك
كيم جونغ هاك المولود في 16 أكتوبر 1911م، والمتوفى في 25 أبريل 2006، هو عالم آثار كوري.
ولد كيم في مدينة مونتشون، في محافظة هامغيونغ الجنوبية، كوريا الشمالية. درس كيم علم الآثار والفلكلور في جامعة كيجو الإمبراطورية، الآن (جامعة سول الوطنية)، وقد درس لبضع من الوقت في جامعة هارفارد في الولايات المتحدة.
كان كيم واحداً من بين الجيل الأول من علماء الآثار لما قبل الإستعمار، وما قبل الحرب الكورية في كوريا الجنوبية، قام كيم بتدريس علم الآثار في جامعة سول الوطنية ثم انتقل إلى جامعة كوريا في عام 1947م و أصبح أحد الأعضاء التأسسين لقسم التاريخ هنالك. وقد شغل منصب مدير متحف جامعة كوريا. انتقل إلى جامعة يونغنام في عام 1968م حيث أصبح دكتور جامعي ومدير متحف جامعة بوسان الوطنية خلال سبعينيات القرن العشرين.
كان لكيم صيت معروف لخبرته في ثقافات الفخار و البرونز لعصر الفخار الممن، كتابه المسمى بـ عصور ما قبل التاريخ لكوريا كان واحداً من عدة منشورات قليلة التي تتحدث عن مواضيع عصور ما قبل التاريخ لكوريا باللغة الإنكليزية لكثير من النصف الثاني من القرن العشرين.